# Каролево (Сьредський повіт)
Каролево (пол. Karolewo) — село в Польщі, у гміні Доміново Сьредського повіту Великопольського воєводства.
Населення — 45 осіб (2011).
У 1975—1998 роках село належало до Познанського воєводства.

## Демографія
Демографічна структура станом на 31 березня 2011 року:
|          | Загалом | Допрацездатний вік | Працездатний вік | Постпрацездатний вік |
| -------- | ------- | ------------------ | ---------------- | -------------------- |
| Чоловіки | 21      | 4                  | 15               | 2                    |
| Жінки    | 24      | 6                  | 12               | 6                    |
| Разом    | 45      | 10                 | 27               | 8                    |